# Premier League Uganda
Prima Liga Ugandei este primul eșalon din sistemul competițional fotbalistic din Uganda.

## Echipele sezonului 2009-10
- Arua Central FC
- Boroboro Tigers FC (Lira)
- Bunamwaya SC (Wakiso)
- Children Restoration Outreach FC (Mbale)
- Express FC (Kampala)
- Fire Masters (Kampala)
- Hoima FC
- Iganga TC
- Kampala City Council FC
- Kinyara Sugar Works FC (Masindi)
- Maji FC (Kampala)
- Masaka Local Council
- Nalubaale FC (Buikwe)
- Police FC (Kampala)
- Simba FC (Bombo)
- Uganda Revenue Authority SC (Kampala)
- Victors FC (Kampala)
- Villa SC (Kampala)

## Foste campioane
| - 1968 : Prisons FC (Kampala) - 1969 : Prisons FC (Kampala) - 1970 : Coffee United SC (Kakira) - 1971 : Simba FC (Lugazi) - 1974 : Express FC (Kampala) - 1975 : Express FC (Kampala) - 1976 : Kampala City Council FC - 1977 : Kampala City Council FC - 1978 : Simba FC (Lugazi) - 1979 : Uganda Commercial Bank (Kampala) - 1980 : Nile Breweries FC (Jinja) - 1981 : Kampala City Council FC - 1982 : Villa SC (Kampala) - 1983 : Kampala City Council FC | - 1984 : Villa SC (Kampala) - 1985 : Kampala City Council FC - 1986 : Villa SC (Kampala) - 1987 : Villa SC (Kampala) - 1988 : Villa SC (Kampala) - 1989 : Villa SC (Kampala) - 1990 : Villa SC (Kampala) - 1991 : Kampala City Council FC - 1992 : Villa SC (Kampala) - 1993 : Express FC (Kampala) - 1994 : Villa SC (Kampala) - 1995 : Express FC (Kampala) - 1996 : Express FC (Kampala) - 1997 : Kampala City Council FC | - 1998 : Villa SC (Kampala) - 1999 : Villa SC (Kampala) - 2000 : Villa SC (Kampala) - 2001 : Villa SC (Kampala) - 2002 : Villa SC (Kampala) - 2002-03 : Villa SC (Kampala) - 2004 : Villa SC (Kampala) - 2005 : Police FC (Jinja) - 2006 : Uganda Revenue Authority SC (Kampala) - 2006-07 : Uganda Revenue Authority SC (Kampala) - 2007-08 : Kampala City Council FC (Kampala) - 2008-09 : Uganda Revenue Authority SC (Kampala) |  |

## Performanțe după club
| Club                       | Campioni |
| -------------------------- | -------- |
| Villa SC                   | 16       |
| Kampala City Council FC    | 8        |
| Express FC                 | 6        |
| Prisons FC                 | 2        |
| Simba FC                   | 2        |
| Uganda Revenue Authority C | 3        |
| Coffee United SC           | 1        |
| Police FC                  | 1        |
| Uganda Commercial Bank     | 1        |
| Nile Breweries FC          | 1        |

## Golgeteri
| An      | Golgeter                        | Echipă                               | Goluri |
| 1998    | Charles Kayemba                 | Villa SC                             | 18     |
| 1999    | Andrew Mukasa                   | Villa SC                             | 45     |
| 2001    | Hassan Mubiru                   | Express FC                           | 27     |
| 2002    | Hassan Mubiru                   | Express FC                           | 22     |
| 2002-03 | Hassan Mubiru                   | Express FC                           | 16     |
| 2004    | David Kiwanuka Robert Ssentongo | Uganda Revenue Authority SC Simba FC | 10     |
| 2006    | Dan Walusimbi                   | Police FC (Jinju)                    | 15     |
| 2007-08 | Bruno Olobo Brian Omwony        | Simba FC Kampala City Council FC     | 15     |